# Айзпурве (Мадонский край)
А́йзпурве (латыш. Aizpurve) — населённый пункт в Мадонском крае Латвии. Входит в состав Дзелзавской волости. Расстояние до города Мадона составляет около 20 км. В километре к северу находится платформа Дзелзава на железнодорожной линии Плявиняс — Гулбене. По данным на 2017 год, в населённом пункте проживало 249 человек.

## История
В советское время населённый пункт носил название Айзпурвес и входил в состав Дзелзавского сельсовета Мадонского района. В селе располагался торфозавод «Цесвайне».